# Николо Ђито
Николо Ђито (итал. Niccolò Gitto; Рим, 12. октобар 1986) је италијански ватерполиста. У прошлој сезони играо је за италијански клуб Про Реко. Са репрезентацијом Италије освојио је Светско првенство у ватерполу 2011. у Шангају.